# Unifedo di Ribagorza
Unifedo di Ribagorza (Unifedo in spagnolo, Unifed, in  catalano e Unifed in francese; prima della metà secolo X – 980 circa) fu Conte di Ribagorza dal 960/4 alla sua morte.

## Origine
Secondo il Codice di Roda, Unifredo era il figlio primogenito del Conte di Ribagorza, Raimondo II e della moglie Garsenda di Fézensac, che, ancora secondo il Codice di Roda era figlia di Guglielmo Garces (ca. 895- ca. 960), primo conte d'Armagnac e di Fézensac, che, secondo la Genealogia Comitum Guasconiæ, era figlio del duca di Guascogna, Garcia II Sanchez; anche il capitolo n° XXXVI del libro XLVI della España sagrada. 46, De las santas iglesias de Lérida, Roda y Barbastro conferma che era figlio di Raimondo II Garsenda, precisando che proveniva dalla Gallia (Garsendi nomine de galiis).

Sempre secondo il Codice di Roda, Raimondo II di Ribagorza, era il figlio primogenito del Conte di Ribagorza, Bernardo I e di Toda Galíndez d'Aragona, che ancora secondo il Codice di Roda, era figlia del terzo conte d'Aragona, Galindo III e di Arcibella di Guascogna, figlia di Garcia I di Guascogna e di Aimena di Perigord.

## Biografia
Suo padre Raimondo II (Raymundus comes filius Bernardi), compare citato, per l'ultima volta, nel 960, nel documento n° 183 del Catalunya Carolíngia, vol. II: Els diplomes carolingis a Catalunya (non consultato).
Dopo il 960, suo padre, Raimondo II non viene più citato in alcun documento, e, nel 964, nel documento n° 194 del Catalunya Carolíngia, vol. II: Els diplomes carolingis a Catalunya, inerente ad una donazione (non consultato), vengono citati la moglie, i figli (Hunifredus chomes et fratres mei et mater mea), ma non viene citato Raimondo, per cui si presume che Raimondo sia morto tra il 960 ed il 964.

Unifredo (Unifredus comes filius Ragimundi) gli succedette, precisando che fu conte al tempo di Lotario II di Lotaringia (temporibus Lotarii), come ci viene confermato dal Numero XXI della Apendice, Clase Primera, El antiguo obispado de Pallas en Cataluña.

Al momento della successione vi fu un tentativo di rivolta, che fu soffocato e i rivoltosi furono puniti con la confisca di tutti i loro beni.
Unifredo governò la contea unitamente ai suoi fratelli, Arnaldo e Isarno, sui quali, con l'appoggio della madre, Garsenda, aveva la preminenza.
Unifredo, tra il 970 ed il 979 lo troviamo citato in sei documenti del Catalunya Carolíngia, vol. II: Els diplomes carolingis a Catalunya (non consultato):
- il n° 209, datato 970 (domnus Unifredus comite et fratres eius Arnaldo et Isarno)
- il n° 217, datato 972 (Unifredo [comite]...et conjux mea Sancia)
- il n° 235, datato 975 (Hunifredus comis et matrem suam Arsindis chomitissa et filia mea Tota et nuru sua Sancia...et fratres mei...Arnallus et Isarnus sive episcopus Hodisindus cuius diocescum est Ripacorcense)
- il n° 239, datato 977 (Hunifredo chomite et conjux sua Sancia)
- il n° 243, datato 978 (Hunifredus...comis dux atque marchio)
- il n° 249, datato 979 (Hunifredus...comis et...Sancia conjugem suam).

Nel 972 Unifredo aveva fondato il monastero di Santo Stefano, nel comune di Isábena e dal 975, assieme ai fratelli si dedicò al restauro del monastero di Santa Maria d'Alaó a Sopeira.
Non si conosce la data esatta della morte di Unifredo, che si presume tra il 979 ed il 980 e, secondo il capitolo n° XXXVI del libro XLVI della España sagrada. 46, De las santas iglesias de Lérida, Roda y Barbastro fu tumulato nel monastero di Santa Maria d'Alaó a Sopeira.

A Unifredo succedette il fratello, Arnaldo.

## Matrimonio e discendenza
Secondo il Codice di Roda, Unifredo, prima del 972,  aveva sposato Sancha, di cui non si conoscono gli ascendenti; Sancha, tra il 972 ed il 979 la troviamo citata in quattro documenti del Catalunya Carolíngia, vol. II: Els diplomes carolingis a Catalunya (non consultato):
- il n° 217, datato 972 (Unifredo [comite]...et conjux mea Sancia)
- il n° 235, datato 975 (Hunifredus comis et matrem suam Arsindis chomitissa et filia mea Tota et nuru sua Sancia...et fratres mei...Arnallus et Isarnus sive episcopus Hodisindus cuius diocescum est Ripacorcense)
- il n° 239, datato 977 (Hunifredo chomite et conjux sua Sancia)
- il n° 249, datato 979 (Hunifredus...comis et...Sancia conjugem suam).

Di Sancha non si conosce la data esatta della morte che avvenne dopo il 979, in quanto non compare più in alcun documento; secondo il capitolo n° XXXVI del libro XLVI della España sagrada. 46, De las santas iglesias de Lérida, Roda y Barbastro fu tumulata nel monastero di Santa Maria d'Alaó a Sopeira.

Unifredo da Sancha ebbe una figlia:
- Toda († dopo il 975), citata nel documento n° 235 del Catalunya Carolíngia, vol. II: Els diplomes carolingis a Catalunya (non consultato)[7].

### Fonti primarie
- (LA)  (ES)  #ES Textos-navarros-codice-roda.pd.
- (LA)  #ES El antiguo obispado de Pallas en Cataluña, Apendice, Clase Primera.
- (LA)  España sagrada. 46, De las santas iglesias de Lérida, Roda y Barbastro.
- (LA)  Rerum Gallicarum et Francicarum Scriptires, tomus XII.

### Letteratura storiografica
- (EN) The Development of Southern French and Catalan Society, 718-1050, su libro.uca.edu.